# Prix Akutagawa
Pour les articles homonymes, voir Akutagawa (homonymie).
Le prix Ryūnosuke Akutagawa (芥川龍之介賞 (Akutagawa Ryūnosuke Shō) est un prix littéraire japonais créé en 1935 par Kan Kikuchi en l'honneur de son ami l'écrivain Akutagawa.

## Description
Le prix récompense des nouvelles et des romans courts d'auteurs débutants, publiés dans des magazines et des journaux, et est décerné deux fois par an, en janvier et en juillet. Les lauréats reçoivent une montre gousset et un million de yen. L'œuvre primée est successivement republiée dans le magazine Bungeishunjū, puis sous forme de livre, et enfin reprise dans la collection complète des œuvres ayant reçu le prix Akutagawa (Akutagawa-shō zenshū).
Le jury est composé d'écrivains, eux-mêmes souvent anciens lauréats du prix. En 2020, ses membres sont Eimi Yamada, Yōko Ogawa, Hiromi Kawakami, Masahiko Shimada, Hikaru Okuizumi, Toshiyuki Horie, Shūichi Yoshida, Keiichirō Hirano et Hisaki Matsuura.
Prix littéraire le plus prestigieux et le plus médiatisé du Japon, il est connu pour augmenter les ventes de manière parfois extraordinaire : Hibana de Naoki Matayoshi, lauréat du prix en 2015, s'est ainsi vendu à plus de 2 millions d'exemplaires, Bleu presque transparent de Ryū Murakami, lauréat en 1976, à 1,32 million et Appel du pied de Risa Wataya, lauréate en 2003, à 1,25 million.
Le prix fut particulièrement médiatisé en 2003 en étant attribué à Risa Wataya et Hitomi Kanehara, alors âgées respectivement de 19 et 20 ans. Les plus jeunes lauréats avant cette date étaient tous âgés de 23 ans le jour de leur distinction (Kenji Maruyama, Shintarō Ishihara, Kenzaburō Ōe, Keiichirō Hirano et Nanae Aoyama).
Dans son roman Les Cours particuliers du professeur Tadano, Yasutaka Tsutsui mêle des cours sérieux citant largement des lauréats du prix Akutagawa et une satire des travers du monde universitaire au Japon dans le milieu de la recherche en littérature.

## Liste des lauréats
| Année                                | Lauréats (janvier)                                                                      | Traduction française                                             | Lauréats (juillet)                                                    | Traduction française                                                                            |
| ------------------------------------ | --------------------------------------------------------------------------------------- | ---------------------------------------------------------------- | --------------------------------------------------------------------- | ----------------------------------------------------------------------------------------------- |
| 1935                                 | Tatsuzō Ishikawa Sōbō (蒼氓)                                                            | -                                                                | non attribué                                                          | -                                                                                               |
| 1936                                 | Oda Takeo Jyōgai (城外)                                                                 | -                                                                | Jun Ishikawa Fugen (普賢)                                             | Fugen ! : Tôkyô, années 1930, Les Belles Lettres                                                |
| 1936                                 | Tomoya Tsuruta Koshamain ki (コシャマイン記)                                            | -                                                                | Uio Tomisawa Chichūkai (地中海)                                       | -                                                                                               |
| 1937                                 | Kazuo Ozaki Nonki megane (暢気眼鏡)                                                     | -                                                                | Ashihei Hino Funnyō tan (糞尿譚)                                      | -                                                                                               |
| 1938                                 | Gishū Nakayama, Atsumonozaki (厚物咲)                                                   | -                                                                | Tsuneko Nakazato Noriai basha (乗合馬車)                              | -                                                                                               |
| 1939                                 | Ken Hase Asakusa no kodomo (あさくさの子供)                                             | -                                                                | Kōtarō Samukawa Mitsuryōsha (密猟者)                                  | -                                                                                               |
| 1939                                 | Yoshiyuki Handa Niwatori sōdō (鶏騒動)                                                  | -                                                                | Kōtarō Samukawa Mitsuryōsha (密猟者)                                  | -                                                                                               |
| 1940                                 | Takagi Taku Uta to mon no tate (歌と門の盾) (Prix refusé par l'auteur)                  | -                                                                | Tsunehisa Sakurada (ja) Hiraga gennai (平賀源内)                      | -                                                                                               |
| 1941                                 | Yūkei Tada (ja) Chōkō deruta (長江デルタ)                                               | -                                                                | Yoshiko Shibaki Seika no ichi (青果の市)                              | -                                                                                               |
| 1942                                 | non attribué                                                                            | -                                                                | Toshio Kuramitsu (ja) Renrakuin (連絡員)                              | -                                                                                               |
| 1943                                 | Kikuzō Ishizuka (ja) Tensoku no koro (纒足の頃)                                         | -                                                                | Kaoru Tōnobe (ja) Washi (和紙)                                        | -                                                                                               |
| 1944                                 | Yoshinori Yagi Ryūkanfū (劉広福)                                                        | -                                                                | Motoyoshi Shimizu Karitachi (雁立)                                    | -                                                                                               |
| 1944                                 | Obi Jūzō (ja) Tōhan (登攀)                                                              | -                                                                | Motoyoshi Shimizu Karitachi (雁立)                                    | -                                                                                               |
| Pas de prix attribués de 1945 à 1948 |                                                                                         |                                                                  |                                                                       |                                                                                                 |
| 1949                                 | Kotani Tsuyoshi (ja) Kakushō (確証)                                                     | -                                                                | Yasushi Inoue Tōgyū (闘牛)                                            | Combat de taureaux, Stock                                                                       |
| 1949                                 | Yuki Shigeko Hon no hanashi (本の話)                                                    | -                                                                | Yasushi Inoue Tōgyū (闘牛)                                            | Combat de taureaux, Stock                                                                       |
| 1950                                 | Ryōichi Tsuji Ihōjin (異邦人)                                                           | -                                                                | non attribué                                                          | -                                                                                               |
| 1951                                 | Ishikawa Toshimitsu (ja) Haru no kusa (春の草)                                          | -                                                                | Yoshie Hotta Hiroba no kodoku - Kankan (広場の孤独 / 漢奸)            | -                                                                                               |
| 1951                                 | Kōbō Abe Kabe -S karuma-shi no hanzai (壁－S・カルマ氏の犯罪)                           | Les Murs, Picquier                                               | Yoshie Hotta Hiroba no kodoku - Kankan (広場の孤独 / 漢奸)            | -                                                                                               |
| 1952                                 | non attribué                                                                            | -                                                                | Seichō Matsumoto Aru "kokura nikki" den (或る『小倉日記』伝)          | -                                                                                               |
| 1952                                 | non attribué                                                                            | -                                                                | Kōsuke Gomi Sōshin (喪神)                                             | -                                                                                               |
| 1953                                 | Shōtarō Yasuoka Warui nakama, Inki na tanoshimi (悪い仲間 / 陰気な愉しみ)               | -                                                                | non attribué                                                          | -                                                                                               |
| 1954                                 | Junnosuke Yoshiyuki Shūu (驟雨)                                                         | L’Averse, Picquier                                               | Nobuo Kojima Amerikan sukūru (American school) (アメリカン・スクール) | -                                                                                               |
| 1954                                 | Junnosuke Yoshiyuki Shūu (驟雨)                                                         | L’Averse, Picquier                                               | Junzō Shōno Pūrusaido shōkei (プールサイド小景)                       | Au bord de la piscine, in Anthologie de nouvelles japonaises contemporaines, tome II, Gallimard |
| 1955                                 | Shūsaku Endō Shiroi hito (白い人)                                                       | -                                                                | Shintarō Ishihara Taiyō no kisetsu (太陽の季節)                       | La Saison du soleil, Julliard                                                                   |
| 1956                                 | Keitarō Kondō (ja) Kaijinfune (海人舟)                                                  | -                                                                | non attribué                                                          | -                                                                                               |
| 1957                                 | Itaru Kikumura (ja) Iōjima (ou Iwo Jima) (硫黄島)                                       | -                                                                | Takeshi Kaikō Hadaka no ōsama (裸の王様)                              | -                                                                                               |
| 1958                                 | Kenzaburō Ōe Shiiku (飼育)                                                              | Gibier d’élevage, Gallimard                                      | non attribué                                                          | -                                                                                               |
| 1959                                 | Shirō Shiba (ja) Santō (山塔)                                                           | -                                                                | non attribué                                                          | -                                                                                               |
| 1960                                 | Morio Kita Yoru to kiri no sumi de (夜と霧の隅で)                                       | -                                                                | Tetsuo Miura Shinobukawa (忍ぶ川)                                     | -                                                                                               |
| 1961                                 | non attribué                                                                            | -                                                                | Kōichirō Uno Kujiragami (鯨神)                                        | -                                                                                               |
| 1962                                 | Akira Kawamura (ja) Bitan no shuppatsu (美談の出発)                                     | -                                                                | non attribué                                                          | -                                                                                               |
| 1963                                 | Kiichi Gotō (ja) Shōnen no hashi (少年の橋)                                             | -                                                                | Seiko Tanabe Kanshō ryokō (感傷旅行)                                  | Sentimental Journey, D'Est en Ouest                                                             |
| 1963                                 | Taeko Kōno Kani (蟹)                                                                    | Les Crabes (dans La Chasse à l'enfant), Seuil                    | Seiko Tanabe Kanshō ryokō (感傷旅行)                                  | Sentimental Journey, D'Est en Ouest                                                             |
| 1964                                 | Shō Shibata (ja) Saredo wareraga hibi (されどわれらが日々－)                            | -                                                                | non attribué                                                          | -                                                                                               |
| 1965                                 | Setsuko Tsumura Gangu (玩具)                                                            | -                                                                | Yūichi Takai Kita no kawa (北の河)                                    | -                                                                                               |
| 1966                                 | non attribué                                                                            | -                                                                | Kenji Maruyama Natsu no nagare (夏の流れ)                             | -                                                                                               |
| 1967                                 | Tatsuhiro Oshiro Kakuteru Paatii (カクテル・パーティー)                                 | -                                                                | Hyōzō Kashiwabara (ja) Tokuyama Dōsuke no kikyō (徳山道助の帰郷)      | -                                                                                               |
| 1968                                 | Minako Ōba Sanbiki no kani (三匹の蟹)                                                   | -                                                                | non attribué                                                          | -                                                                                               |
| 1968                                 | Saiichi Maruya Toshi no nogori (年の残り)                                               | --                                                               | non attribué                                                          | -                                                                                               |
| 1969                                 | Hideo Takubo Fukaikawa (深い河 )                                                        | -                                                                | Takayuki Kiyōka Akashiya no dairen (アカシヤの大連)                   | -                                                                                               |
| 1969                                 | Kaoru Shōji (ja) Akazukin-chan ki wo tsukete (赤頭巾ちゃん気をつけて)                   | -                                                                | Takayuki Kiyōka Akashiya no dairen (アカシヤの大連)                   | -                                                                                               |
| 1970                                 | Komao Furuyama Pureō eito no yoake (プレオー8の夜明け)                                  | -                                                                | Yoshikichi Furui Yōko (杳子)                                          | Yôko, Picquier                                                                                  |
| 1970                                 | Tomoko Yoshida Mumyōchōya (無明長夜)                                                    | -                                                                | Yoshikichi Furui Yōko (杳子)                                          | Yôko, Picquier                                                                                  |
| 1971                                 | non attribué                                                                            | -                                                                | Ri Kaisei Kinuta o utsu onna (砧をうつ女)                             | -                                                                                               |
| 1971                                 | non attribué                                                                            | -                                                                | Mineo Higashi, Okinawa no shonen (オキナワの少年)                     | -                                                                                               |
| 1972                                 | Hiroshi Hatayama (ja), Itsuka kiteki o narashite (いつか汽笛を鳴らして)                 | --                                                               | Michiko Yamamoto Betty san no niwa (ベティさんの庭)                   | -                                                                                               |
| 1972                                 | Akio Miyahara, Dareka ga sawatta (誰かが触った)                                         |                                                                  | Shizuko Gō (en) Rekuiemu (Requiem) (レクイエム)                       | -                                                                                               |
| 1973                                 | Taku Miki, Hiwa (鶸)                                                                    | -                                                                | Kuninobu Noro (ja) Kusa no tsurugi (草のつるぎ)                       | -                                                                                               |
| 1973                                 | Taku Miki, Hiwa (鶸)                                                                    | -                                                                | Atsushi Mori (ja) Gassan (月山)                                       | -                                                                                               |
| 1974                                 | non attribué                                                                            | -                                                                | Keizō Hino Ano yuhi (あの夕陽)                                        | -                                                                                               |
| 1974                                 | non attribué                                                                            | -                                                                | Hirō Sakata (ja), Tsuchi no utsuwa (土の器)                           |                                                                                                 |
| 1975                                 | Kyōko Hayashi, Matsuri no ba (祭りの場)                                                 | -                                                                | Kenji Nakagami Misaki (岬)                                            | Le Cap, Picquier                                                                                |
| 1975                                 | Kyōko Hayashi, Matsuri no ba (祭りの場)                                                 | -                                                                | Kazuo Okamatsu, Shigono shima (志賀島)                                | -                                                                                               |
| 1976                                 | Ryū Murakami, Kagirinaku tōmei ni chikai burū (限りなく透明に近いブルー)                | Bleu presque transparent, Picquier                               | non attribué                                                          | -                                                                                               |
| 1977                                 | Masahiro Mita (ja) Bokutte nani (僕って何)                                              | -                                                                | Teru Miyamoto Hotaru gawa (蛍川)                                      | La Rivière aux lucioles, Picquier                                                               |
| 1977                                 | Masuo Ikeda, Ege kai ni sasagu (エーゲ海に捧ぐ)                                         | -                                                                | Shuzo Taki (ja), Kae no ki matsuri (榧の木祭り)                       | -                                                                                               |
| 1978                                 | Kiichirō Takahashi (ja), Nobuyo (伸予)                                                  | -                                                                | non attribué                                                          | -                                                                                               |
| 1979                                 | Yoshiko Shigekane (en), Yamaai no kemuri (やまあいの煙) /                               | -                                                                | Reiko Mori (en) Mokkingubado no iru machi (モッキングバードのいる町)  | -                                                                                               |
| 1979                                 | Sō Aono, Gusha no yoru (愚者の夜)                                                       | -                                                                | Reiko Mori (en) Mokkingubado no iru machi (モッキングバードのいる町)  | -                                                                                               |
| 1980                                 | non attribué                                                                            | -                                                                | Genpei Akasegawa Chichi ga kieta (父が消えた)                         | -                                                                                               |
| 1981                                 | Rie Yoshiyuki Chiisana kifujin (小さな貴婦人)                                           | -                                                                | non attribué                                                          | -                                                                                               |
| 1982                                 | non attribué                                                                            | -                                                                | Yukiko Kato (en) Yume no kabe (夢の壁)                                | -                                                                                               |
| 1982                                 | non attribué                                                                            | -                                                                | Jūrō Kara Sagawa kun kara no tegami (佐川君からの手紙)                | La Lettre de Sagawa, Robert Laffont                                                             |
| 1983                                 | non attribué                                                                            | -                                                                | Jun Kasahara (ja) Mokuji no sekai (杢二の世界)                        | -                                                                                               |
| 1983                                 | non attribué                                                                            | -                                                                | Nobuko Takagi Hikari idaku tomo yo (光抱く友よ)                       | -                                                                                               |
| 1984                                 | non attribué                                                                            | -                                                                | Satoko Kizaki Aogiri (青桐)                                           | -                                                                                               |
| 1985                                 | non attribué                                                                            | -                                                                | Fumiko Kometani Sugikoshi no matsuri (過越しの祭)                     | -                                                                                               |
| 1986                                 | non attribué                                                                            | -                                                                | non attribué                                                          | -                                                                                               |
| 1987                                 | Murata Kiyoko Nabe no naka (鍋の中)                                                     | Le Chaudron, Actes Sud                                           | Natsuki Ikezawa Sutiru raifu (Still life) (スティル・ライフ)          | La Vie immobile, Picquier                                                                       |
| 1988                                 | Kiyohiro Miura, Chōnan no shukke (長男の出家)                                           | Je veux devenir moine zen !, Philippe Picquier                   | Keishi Nagi Daiamondo dasuto (Diamond dust) (ダイヤモンドダスト)      | -                                                                                               |
| 1988                                 | Man Arai Tazunebito no jikan (尋ね人の時間)                                             | -                                                                | Yangji Lee Yuhi (由熙)                                                | -                                                                                               |
| 1989                                 | non attribué                                                                            | -                                                                | Akira Ōoka (ja) Hyōsō seikatsu (表層生活)                             | -                                                                                               |
| 1989                                 | non attribué                                                                            | -                                                                | Mieko Takizawa (en) Nekobaba no iru machi de (ネコババのいる町で)     | -                                                                                               |
| 1990                                 | Noboru Tsujihara, Mura no namae (村の名前)                                              | -                                                                | Yōko Ogawa Ninshin karendaa (妊娠カレンダー)                          | La Grossesse, Actes Sud                                                                         |
| 1991                                 | Yo Henmi (ja) Jidou kishō sōchi (自動起床装置)                                          | -                                                                | Eiko Matsumura (en) Abatōn (至高聖所 アバトーン)                      | -                                                                                               |
| 1991                                 | Anna Ogino Seoi mizu (背負い水)                                                         | -                                                                | Eiko Matsumura (en) Abatōn (至高聖所 アバトーン)                      | -                                                                                               |
| 1992                                 | Tomomi Fujiwara (ja) Untenshi (運転士)                                                  | Le Conducteur de métro, Stock                                    | Yoko Tawada Inumuko iri (犬婿入り)                                    | Le Mari était un chien, in Littérature japonaise d'aujourd'hui n°19                             |
| 1993                                 | Haruhiko Yoshimeki (ja) Sekiryōkōya (寂寥郊野)                                          | -                                                                | Hikaru Okuizumi Ishi no raireki (石の来歴)                            | Les Pierres, Actes-Sud                                                                          |
| 1994                                 | Muroi Mitsuhiro (ja) Odorodeku (おどるでく)                                             | -                                                                | non attribué                                                          | -                                                                                               |
| 1994                                 | Yoriko Shono Taimu surippu konbinaato (タイムスリップ・コンビナート)                    | -                                                                | non attribué                                                          | -                                                                                               |
| 1995                                 | Kazushi Hosaka, Kono hito no iki (この人の閾)                                           | -                                                                | Eiki Matayoshi Buta no mukui (豚の報い)                               | -                                                                                               |
| 1996                                 | Hiromi Kawakami Hebi wo fumu (蛇を踏む)                                                 | -                                                                | Miri Yū Kazoku shinema (家族シネマ)                                   | -                                                                                               |
| 1996                                 | Hiromi Kawakami Hebi wo fumu (蛇を踏む)                                                 | -                                                                | Hitonari Tsuji Kaikyō no hikari (, 2001) (海峡の光)                   | La Lumière du détroit, Mercure de France                                                        |
| 1997                                 | Shun Medoruma Suiteki (水滴)                                                            | Les Gouttes d'eau, in Littérature japonaise d'aujourd'hui n°23   | non attribué                                                          | -                                                                                               |
| 1998                                 | Mangetsu Hanamura Gerumaniamu no yoru (ゲルマニウムの夜)                                | -                                                                | Keiichirō Hirano Nisshoku (日蝕)                                      | L'Eclipse, Picquier                                                                             |
| 1998                                 | Fujisawa Shū Buenosu Airesu gozen reiji (ブエノスアイレス午前零時)                      | -                                                                | Keiichirō Hirano Nisshoku (日蝕)                                      | L'Eclipse, Picquier                                                                             |
| 1999                                 | non attribué                                                                            | -                                                                | Gengetsu Kage no sumika (蔭の棲みか)                                  | -                                                                                               |
| 1999                                 | non attribué                                                                            | -                                                                | Chiya Fujino Natsu no yakusoku (夏の約束)                             | -                                                                                               |
| 2000                                 | Kō Machida Kiregire (きれぎれ)                                                          | Charivari, Picquier                                              | Toshiyuki Horie Kuma no shikiishi (熊の敷石)                          | Le Pavé de l'ours, Gallimard                                                                    |
| 2000                                 | Hisaki Matsuura Hana kutashi (花腐し)                                                   | -                                                                | Yūichi Seirai, Seisui (聖水)                                          | -                                                                                               |
| 2001                                 | Sōkyū Gen’yū Chūin no hana (中陰の花)                                                   | Au-delà des terres infinies, Picquier                            | Yū Nagashima Mōsupiido de haha wa (猛スピードで母は)                  | Ma mère à toute allure, Picquier                                                                |
| 2002                                 | Shūichi Yoshida Pâku raifu (Park life)’’ (パーク・ライフ)                               | Park life, Picquier                                              | Tamaki Daidō Shoppai doraibu (しょっぱいドライブ)                     | -                                                                                               |
| 2003                                 | Man'ichi Yoshimura, Hariganemushi (ハリガネムシ)                                        | -                                                                | Risa Wataya Keritai senaka (蹴りたい背中)                             | Appel du pied, Picquier                                                                         |
| 2003                                 | Man'ichi Yoshimura, Hariganemushi (ハリガネムシ)                                        | -                                                                | Hitomi Kanehara Hebi ni piasu (蛇にピアス)                            | Serpents et Piercings, Grasset                                                                  |
| 2004                                 | Norio Mobu Kaigo Nyūmon (介護入門)                                                      | -                                                                | Kazushige Abe Gurando finâre (Grand Finale)’’ (グランド・フィナーレ)  | -                                                                                               |
| 2005                                 | Fuminori Nakamura Tsuchi no naka no kodomo (土の中の子供)                               | -                                                                | Akiko Itoyama Oki de matsu (沖で待つ)                                 | J'attendrai au large (dans Le Jour de la gratitude au travail), Picquier                        |
| 2006                                 | Takami Itō Hachigatsu no rojō ni suteru (八月の路上に捨てる)                            | -                                                                | Nanae Aoyama Hitori biyori (ひとり日和)                               | -                                                                                               |
| 2007                                 | Tetsushi Suwa Asatte no hito (アサッテの人)                                             | -                                                                | Mieko Kawakami Chichi to ran (乳と卵)                                 | Seins et œufs, Actes Sud                                                                        |
| 2008                                 | Yang Yi Toki ga Nijimu Asa (時が滲む朝)                                                 | -                                                                | Kikuko Tsumura Potosuraimu no fune (ポトスライムの舟)-                | -                                                                                               |
| 2009                                 | Ken’ichirō Isozaki Tsui no sumika (終の住処)                                            | -                                                                | non attribué                                                          | -                                                                                               |
| 2010                                 | Akiko Akazome Otome no Mikkoku (乙女の密告)                                             | -                                                                | Mariko Asabuki Kikotowa (きことわ)                                    | -                                                                                               |
| 2010                                 | Akiko Akazome Otome no Mikkoku (乙女の密告)                                             | -                                                                | Kenta Nishimura Kueki Ressha (苦役列車)                               | -                                                                                               |
| 2011                                 | non attribué                                                                            | -                                                                | Tō Enjō Dōkeshi no Chō (円城塔道化師の蝶)                             | -                                                                                               |
| 2011                                 | non attribué                                                                            | -                                                                | Shin’ya Tanaka Tomogui (田中慎弥共喰い)                               | -                                                                                               |
| 2012                                 | Maki Kashimada, Meido meguri (冥土めぐり)                                               | -                                                                | Natsuko Kuroda ab Sango (abさんご)                                    | -                                                                                               |
| 2013                                 | Kaori Fujino Tsume to Me (爪と目)                                                       | -                                                                | Hiroko Oyamada Ana                                                    | Le Trou, Christian Bourgois                                                                     |
| 2014                                 | Tomoka Shibasaki Haru No Niwa (春の庭)                                                  | Jardin de printemps, Picquier                                    | Masatsugu Ono 9 Nen Mae no Inori (9年前の祈り)                        | -                                                                                               |
| 2015                                 | Keisuke Hada Sukurappu ando birudo (Scrap and Build) (スクラップアンドビルド)           | La Vie du bon côté, Picquier                                     | Yūshō Takiguchi Shinde inai Mono (死んでいない者)                     | -                                                                                               |
| 2015                                 | Naoki Matayoshi, Hibana (火花)                                                          | -                                                                | Yukiko Motoya Irui kon'in tan (異類婚姻譚)                            | Mariage contre nature, Picquier                                                                 |
| 2016                                 | Sayaka Murata Konbini Ningen (コンビニ人間)                                             | Konbini, Denoël (La fille de la supérette pour la version poche) | Sumito Yamashita Shinsekai (しんせかい)                               | -                                                                                               |
| 2017                                 | Shinsuke Numata Eiri (影裏)                                                             | La Pêche au toc dans le Tōhoku, Picquier                         | Yuka Ishii Hyaku-nen doro (百年泥)                                    | -                                                                                               |
| 2017                                 | Shinsuke Numata Eiri (影裏)                                                             | La Pêche au toc dans le Tōhoku, Picquier                         | Chisako Wakatake Ora Ora de Hitori Igumo (おらおらでひとりいぐも)     | -                                                                                               |
| 2018                                 | Hiroki Takahashi (ja) Okuribi (送り火)                                                  | Okuribi, Renvoyer les morts, Belfond                             | Takahiro Ueda Nimuroddo (ニムロッド)                                  | -                                                                                               |
| 2018                                 | Hiroki Takahashi (ja) Okuribi (送り火)                                                  | Okuribi, Renvoyer les morts, Belfond                             | Ryōhei Machiya Ichi Raundo Ippun Sanju-yon Byo (1R1分34秒)            | -                                                                                               |
| 2019                                 | Natsuko Imamura Murasaki no Skirt no Onna (むらさきのスカートの女)                      | La femme à la jupe violette, Mercure de France                   | Makoto Furukawa Seitaka Awadachisō (背高泡立草)                       | -                                                                                               |
| 2020                                 | Haneko Takayama Shuri no uma (首里の馬)                                                 | -                                                                | Rin Usami Oshi, Moyu (推し、燃ゆ)                                     | Idol, Picquier                                                                                  |
| 2020                                 | Haruka Tono Hakyoku (破局)                                                              | -                                                                | Rin Usami Oshi, Moyu (推し、燃ゆ)                                     | Idol, Picquier                                                                                  |
| 2021                                 | Li Kotomi Higanbana ga Saku Shima (彼岸花が咲く)                                        | -                                                                | Bunji Sunakawa (ja) Black Box (ブラックボックス)                      | -                                                                                               |
| 2021                                 | Mai Ishizawa (ja) Kai ni Tsuzuku Basho nite (貝に続く場所にて)                          | -                                                                | Bunji Sunakawa (ja) Black Box (ブラックボックス)                      | -                                                                                               |
| 2022                                 | Junko Takase (ja) Oishii Gohan ga Taberaremasuyōni (おいしいごはんが食べられますように) | -                                                                | Atsushi Satō (ja) Arechi no Kazoku (荒地の家族)                       | -                                                                                               |
| 2022                                 | Junko Takase (ja) Oishii Gohan ga Taberaremasuyōni (おいしいごはんが食べられますように) | -                                                                | Iko Idogawa (ja) Kono Yo no Yorokobi yo (この世の喜びよ)              | -                                                                                               |
| 2023                                 | Saō Ichikawa Hunchback (ハンチバック)                                                   | -                                                                | Rie Kudan Tokyo-to Dojo-to (東京都同情塔)                             | -                                                                                               |
| 2024                                 | Aki Asahina (ja) Sanshōuo no Shijūkunichi (サンショウウオの四十九日)                    | -                                                                | -                                                                     | -                                                                                               |
| 2024                                 | Sanzō K. Matsunaga (ja) Bari Sankō (バリ山行)                                           |                                                                  | -                                                                     | -                                                                                               |
| 2025                                 | non attribué                                                                            | -                                                                | non attribué                                                          |                                                                                                 |